# St. Gereon (Spiel)

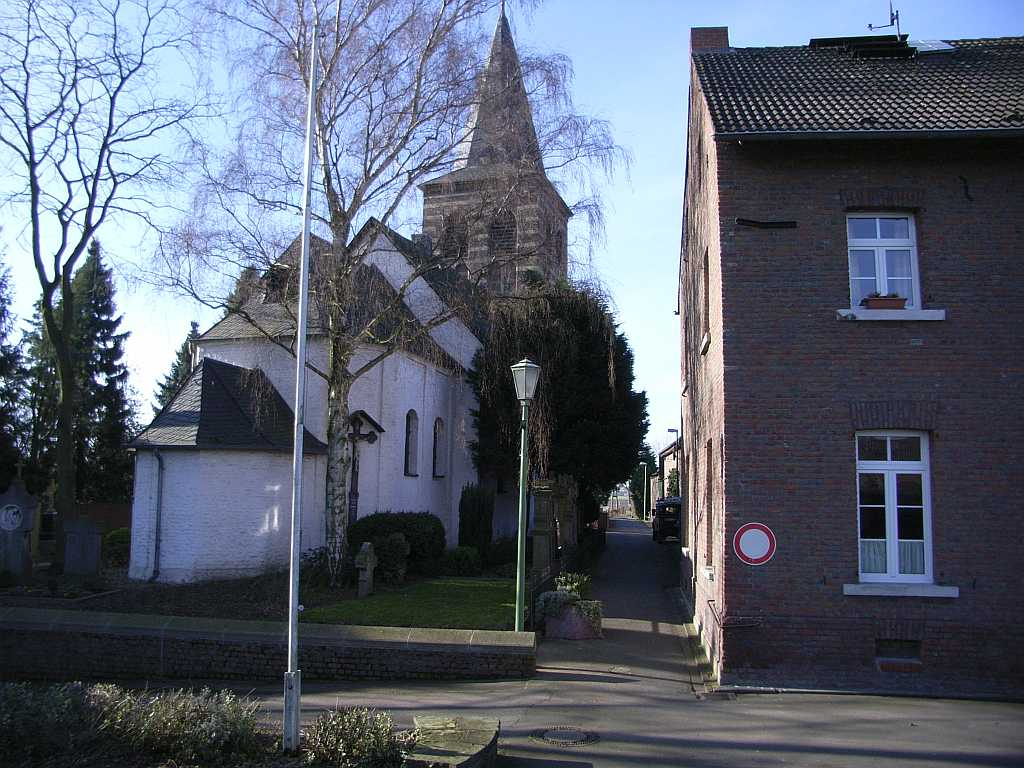
St. Gereon in Spiel

St. Gereon ist die römisch-katholische Pfarrkirche des Ortsteils Spiel der Gemeinde Titz im Kreis Düren (Nordrhein-Westfalen).
Die Kirche ist unter Nummer 29 in die Denkmalliste der Gemeinde Titz eingetragen und dem hl. Gereon von Köln geweiht.

## Geschichte
Die Spieler Kirche wurde erstmals 1166 in einer Urkunde des Kölner Erzbischofs Reinald von Dassel erwähnt. Bis zur Französischen Revolution besaß das Kölner Stift St. Gereon Rechte an der Kirche. Im Liber valoris aus der Zeit um 1300 wurde Spiel als eigenständige Pfarrei aufgeführt.
Im 12. Jahrhundert wurde eine dreischiffige Kirche aus Tuffstein in Form einer Basilika errichtet. Davon erhalten ist heute noch das Mittelschiff. Wahrscheinlich im 15. oder 16. Jahrhundert wurde dem Kirchenschiff an der Westseite der heutige gotische, dreigeschossige Glockenturm vorgebaut. Im 18. Jahrhundert wurden die beiden Seitenschiffe abgerissen und die Pfarrkirche zu einer einschiffigen Saalkirche zurückgebaut. Dabei erhielt das Langhaus auf jeder Seite drei rundbogige, barocke Fenster. Grund der Kirchenverkleinerung war, dass das Gereonstift die Instandsetzung beider Seitenschiffe von sich wies. Ebenfalls im 18. Jahrhundert wurden der barocke Chor und die Sakristei angebaut.

## Ausstattung
In der Kirche befinden sich ein barocker Hochaltar sowie zwei zugehörige Nebenaltäre und eine barocke, schlichte Kanzel und Kommunionbank. Diese Ausstattungsstücke wurden um 1720 geschaffen. Das Taufbecken besteht aus Blaustein und datiert laut Inschrift aus dem Jahr 1683. Des Weiteren befinden sich in der Kirche ein Kreuzweg aus der Zeit um 1900 sowie Kirchenbänke aus gleicher Zeit. Die Fenster der Kirche sind schlichte Werkstattentwürfe aus den 1950er Jahren.

## Architektur
St. Gereon ist eine einschiffige Saalkirche mit vorgebautem Glockenturm, dreiseitig geschlossenem Chor und dahinter angebauter Sakristei. Das romanische Kirchenschiff besitzt außen im Bereich des früheren Obergadens breite Lisenen, dazwischen ein Rundbogenfries von drei Bögen, wovon der mittlere ein heute vermauertes Fenster aufnimmt. Diese Gestaltung besitzt starke Ähnlichkeiten mit der Ophovener Kirche St. Mariä Himmelfahrt. Die Dachansätze der beseitigten Seitenschiffe sind noch erkennbar. Die Oberfläche ist verputzt. Der dreigeschossige Glockenturm ist abwechselnd mit fünf Backstein- und zwei Tuffsteinschichten vermauert. An den Ecken befinden sich Sandsteinquader. Im mittleren Geschoss sind je zwei Blendnischen unter einem Spitzbogen. Diese Blenden sind mit zwei Rundbogen durch einen Mittelpfosten getrennt. Das oberste Geschoss besitzt auf jeder Seite je zwei ungeteilte spitzbogige Schallfenster. Darunter sind je zwei rundbogige zweigeteilte Blendnischen gemauert. Das Innere des Kirchenschiffes und des Chors ist flach gedeckt, vermutlich 18. Jahrhundert.

## Pfarrer
Folgende Priester wirkten bislang als Pastor an St. Gereon:
| von – bis | Name                                |
| --------- | ----------------------------------- |
| 1920–1940 | Wilhelm Schrörs                     |
| 1935–1940 | Bernhard Pesch                      |
| 1940–1944 | Wilhelm Haerten                     |
| 1944–1970 | Christoph Boymann                   |
| 1986–1989 | Vakant                              |
| 1989–1992 | Klaus Cremer                        |
| 1992–2020 | Wolf-Dieter Telorac                 |
| Seit 2020 | Norbert Glasmacher (Pfarrverwalter) |